# Kék Hawaii
A Kék Hawaii 1961-ben bemutatott amerikai romantikus vígjáték Norman Taurog rendezésében, Elvis Presley és Joan Blackman főszereplésével. 
A film nagy sikert aratott, összbevétele 10 440 453 dollár volt. A felvételek 1961-ben Honoluluban zajlottak. 